# Ortsgrammatik
Ortsgrammatiken sind grammatische Beschreibungen von Ortsdialekten, d. h. sehr kleinräumiger Dialektbereiche, wie einzelne Dörfer, Städte oder sehr kleine Regionen. Die Ortsgrammatiken verdanken ihre Bedeutung und Berechtigung der Tatsache, dass Dialekte selbst benachbarter Orte sich in aller Regel unterscheiden.

## Zur Einordnung von Ortsgrammatiken
Die meisten Sprachen weisen regionale Varietäten auf. Die größten regionalen Varietäten sind im Fall des Hochdeutsch zum Beispiel die ober- und mittelniederdeutschen Dialekte und entsprechend die west- und ostniederdeutschen Dialekte innerhalb des Plattdeutschen. Da auch diese Großraumdialekte sich über weite Regionen erstrecken, lassen sie sich wiederum in kleinere Dialekträume einteilen. Auch diese sind nicht einheitlich, sondern sie unterscheiden sich vielmehr von Ort zu Ort. Ortsgrammatiken sind nun Grammatiken für diese kleinräumigste regionale Spracheinheit, die als „unterste Verständigungsgemeinschaft (also oberhalb der familiären oder individuellen Sprechweise)“ aufgefasst wird.

## Ein Beispiel
Einer der drei Dialektgroßräume des Deutschen ist das Mitteldeutsche. Dieses teilt sich in ein West- und ein Ostmitteldeutsch. Zum Westmitteldeutschen gehören als immer noch relativ große Dialekträume Ripuarisch, Moselfränkisch, Rheinfränkisch und Hessisch. Jeder dieser kleineren Dialekträume enthält wiederum kleinräumigere Bereiche: Das Moselfränkische von Trier ist anders als z. B. das von Koblenz. Damit ist die Ebene der Ortsdialekte erreicht. Es ist die Aufgabe der Ortsgrammatiken, die Besonderheiten der Sprechweisen der einzelnen Orte zu erfassen. Schaut man aber  beispielsweise in eine Ortsgrammatik von Koblenz, so erfährt man, dass diese Ortsmundart deutliche Lautunterschiede zwischen Altstadt und Vororten aufweist.

## Zur Bedeutung der Ortsgrammatiken
Die Tradition der Ortsgrammatiken beginnt mit Jost Winteler (1876). Inzwischen gibt es eine Fülle solcher Ortsgrammatiken, deren Schwerpunkt meist das Lautsystem ist, oft ergänzt um eine Darstellung der Flexion. Auch weitere Bereiche der Grammatik sind teilweise berücksichtigt. Manche Grammatiken werden außerdem durch Wortlisten oder anderen Beschreibungen des Wortschatzes ergänzt. 
Ortsgrammatiken bilden die Grundlage für die Betrachtung der größeren Dialekträume, zu denen die von ihnen beschriebenen Ortsdialekte gehören, und sind ein «unentbehrliches Instrument der Grundlagenforschung».